# Zeki Çelik
Mehmet Zeki Çelik (n. 17 februarie 1997, Yıldırım⁠(d), provincia Bursa, Turcia) este un fotbalist turc care joacă pe postul de fundaș dreapta pentru clubul francez Lille și pentru echipa națională de fotbal a Turciei. A mai jcuat pentru Bursaspor, Karacabey Birlikspor și Istanbulspor.

## Cariera pe echipe
S-a născut la Bursa și a fost cel mai mic copil din familie, având opt frați. Çelik a trecut prin academia de tineret a lui Bursaspor și a devenit fotbalist profesionist în 2015. El a fost împrumutat la Karacabey Birlikspor în 2015.
În 2016 a ajuns la İstanbulspor. Meciurile bune făcute pentru İstanbulspor i-au adus o convocare la echipa națională de fotbal a Turciei în 2018, în ciuda faptului că juca în al doilea eșalon al fotbalului turc.
La 8 iulie 2018, Çelik a semnat cu Lille OSC un contract pe cinci ani. Celik a debutat pentru Lille pe 11 august 2018 într-o victorie cu 3-1 cu Stade Rennes din Ligue 1.

## Cariera la națională
Çelik a jucat la toate categoriile de vârstă pentru Turcia, începând cu Turcia sub 16 ani în 2012, unde a strâns 11 meciuri și terminând cu Turcia sub 21 în 2017, pentru care a jucat în nouă partide. Și-a făcut debutul pentru echipa națională de fotbal a Turciei, într-un amical cu Rusia, scor 1-1, care a avut loc pe 5 iunie 2018.